# Klobban, Nagu
Klobban är en ö nära Haverö i Nagu,  Finland. Den ligger i Skärgårdshavet i Pargas stad i landskapet Egentliga Finland, i den sydvästra delen av landet. Ön ligger omkring 4 kilometer sydväst om Haverö, 7 kilometer nordost om Nagu kyrka, 29 kilometer sydväst om Åbo och omkring 160 kilometer väster om Helsingfors. Närmaste allmänna förbindelse är förbindelsebryggan vid Själö som trafikeras av M/S Falkö och M/S Östern.
Öns area är 9,1 hektar och dess största längd är 460 meter i sydöst-nordvästlig riktning. Ön höjer sig omkring 40 meter över havsytan. I omgivningarna runt Klobban växer i huvudsak barrskog.